# Матьзеро
Матьзеро (также Мод-озеро) — пресноводное озеро в Няндомском районе на юго-западе Архангельской области, расположено в 2 км к северо-востоку от озера Большое Мошинское.

## Общие сведения
Площадь озера 3,4 км². Высота над уровнем моря — 79,2 м. Длина озера 7 км, ширина в средней части достигает 800 м. Глубина не превышает 2 м.

## Описание
Озеро Матьзеро имеет вытянутую форму, береговая линия слабо изрезана. Впадает несколько ручьёв, наиболее крупный — ручей Сердопольский на северо-западе. На юго-востоке вытекает река Мадзерка, впадающая в Шарьгу и относящаяся к бассейну Белого моря. Небольшой остров у восточного берега. Берега низкие, местами заболоченные. Восточный берег порос елово-сосновым лесом, на западном берегу — луга и две деревни без постоянного населения: Малое Матьзеро и Большое Матьзеро.
В озере обитает и нерестится щука, лещ и плотва. Для рыбалки озеро не пользуется популярностью, поскольку дорога к озеру отсутствует. Случаются заморы.